# Citheronia azteca
Citheronia azteca este o specie de molie din familia Saturniidae, răspândită în  Guatemala, Belize și Mexic. 

## Descriere
Larvele speciei au o culoare albă și puncte negre, în timp ce masculul adult este colorat în portocaliu, și are puncte albe și linii gri. 